# Изход: Богове и царе
Изход: Богове и царе (на английски: Exodus: Gods and Kings) е библейски епически филм от 2014 г., режисиран и продуциран от Ридли Скот, по сценарий на Адам Купър, Бил Колидж, Джефри Кейн и Стивън Зийлиън. Във филма участват Крисчън Бейл, Джоел Едгертън, Джон Туртуро, Арън Пол, Бен Менделсон, Сигорни Уийвър и Бен Кингсли. Той е вдъхновен от библейския разказ за Изхода на евреите от Египет, воден от Моисей и описан в книгата Изход от Библията. Развитието на филма е обявено за първи път от Скот през юни 2012 г. Заснемането се провежда предимно в Испания, започвайки през октомври 2013 г., с допълнителни снимки в Пайнууд Студиос в Англия.
Премиерата на филма е на 12 декември 2014 г., разпространяван от Туентиът Сенчъри Фокс, и получава смесени отзиви. Критиците похвалват визуалните ефекти и актьорските изпълнения, но критикуват темпото, сценария, липсата на емоционална тежест и неточността на изходния материал. Филмът е забранен в Египет и в Обединените арабски емирства заради „исторически неточности“. Счита се за финансово разочарование, тъй като печели 268 милиона долара по целия свят при бюджет от 140-200 милиона долара.

## Актьорски състав
| Актьор            | Роля                              |
| ----------------- | --------------------------------- |
| Крисчън Бейл      | Моисей                            |
| Джоел Еджъртън    | Рамзес II                         |
| Джон Туртуро      | Сети I                            |
| Арън Пол          | Исус Навин                        |
| Бен Менделсон     | вицекрал Хегеп                    |
| Мария Валверде    | Сефора                            |
| Сигорни Уийвър    | Туя                               |
| Бен Кингсли       | Нун                               |
| Исак Андрюс       | Малак                             |
| Хиам Абас         | Бифия                             |
| Индира Варма      | Върховна жрица                    |
| Юен Бремнър       | Познавач                          |
| Голшифте Фарахани | Нефертари                         |
| Гасан Масуд       | Пасер, великия везир на Рамзес II |
| Тара Фицджералд   | Мириам                            |
| Дар Салим         | командир Хиан                     |
| Андрю Тарбет      | Аарон                             |
| Кен Боунс         | писаря на Рамзес II               |
| Филип Ардити      | помощник на вицекраля Хегеп       |